# Maria (powieść)

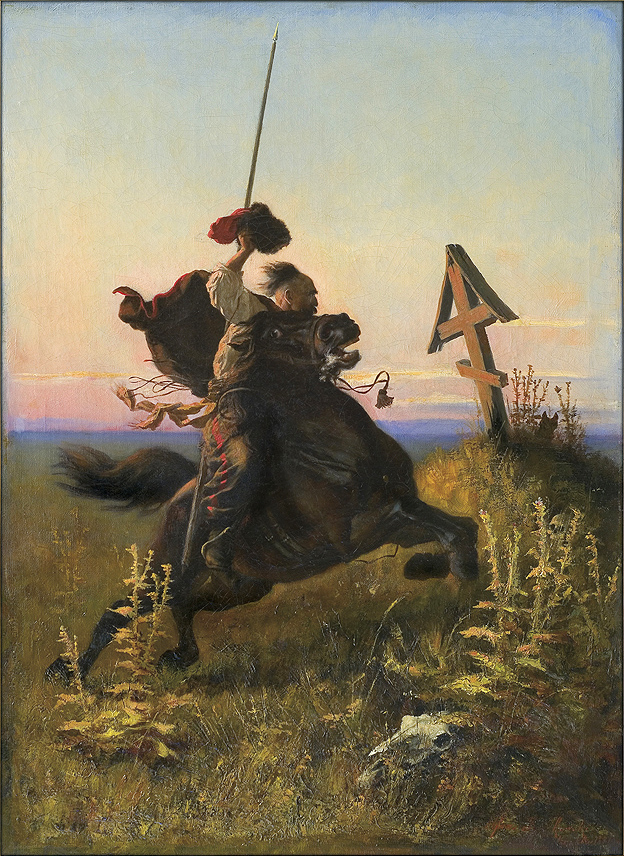
Kozak w stepie, Alfons Dunin Borkowski, inspirowany powieścią

Maria: powieść ukraińska – powieść poetycka w dwóch pieśniach Antoniego Malczewskiego, pierwsze zastosowanie tego gatunku na gruncie literatury polskiej. Powstała w Warszawie w 1824, wydana w 1825 tamże, dedykowana Julianowi Ursynowi Niemcewiczowi.
Rękopis Marii znajduje się w zbiorach Biblioteki Raczyńskich w Poznaniu.
O randze i znaczeniu Marii świadczą jej wznowienia – do czasu powstania styczniowego miała 26 wydań, a dla polskich twórców romantycznych stanowiła ważny punkt odniesienia. Parafrazą Marii jest poemat Wacław Juliusza Słowackiego, a adaptacją operową Maria, dzieło Romana Statkowskiego. Józef Simmler w 1849 r. stworzył obraz Pożegnanie Wacława z Marią, znajdujący się obecnie w zbiorach Muzeum Narodowego w Poznaniu.

## Treść
Tło fabularne Marii tworzą wydarzenia autentyczne, związane ze zbrodnią dokonaną 13 lutego 1771 na Gertrudzie Komorowskiej – pierwszej żonie Szczęsnego Potockiego, zamordowanej na polecenie przeciwnego małżeństwu teścia, wojewody wołyńskiego Franciszka Salezego Potockiego.
Wydarzenia historyczne przetworzone zostały według wzorca powieści poetyckich George’a Gordona Byrona i Waltera Scotta. Poeta przeniósł czas akcji w XVII wiek, a miejsce z Wołynia na Ukrainę.

## Styl
Składający się z dwóch pieśni poemat utrzymany jest w nastroju bajronowskiego pesymizmu. Typowa dla gatunku jest także atmosfera grozy i tajemniczość, co osiągnięte zostaje przez brak chronologicznej ciągłości zdarzeń i umieszczenie ich na tle pejzażu stepowego. Uhistorycznienie fabuły stanowi nawiązanie do scottowskiego historyzmu.